# Amétabole
Un insecte (ou autre arthropode) amétabole se caractérise par un jeune qui est à la naissance très semblable à l'adulte, à la taille près (« amétabole » équivaut à « sans changement »).
Le développement s'effectue par l'alternance de phases de croissance et de mues. Généralement, une dernière mue suivie de la reproduction marque le passage à la vie adulte. Ce développement est dit direct.

Cela concerne les classes des collemboles, des diploures, l'ancien ordre des thysanoures.

Le développement amétabole se distingue des développements hétérométabole et holométabole.